# Glockenspiel (Musikinstrument)

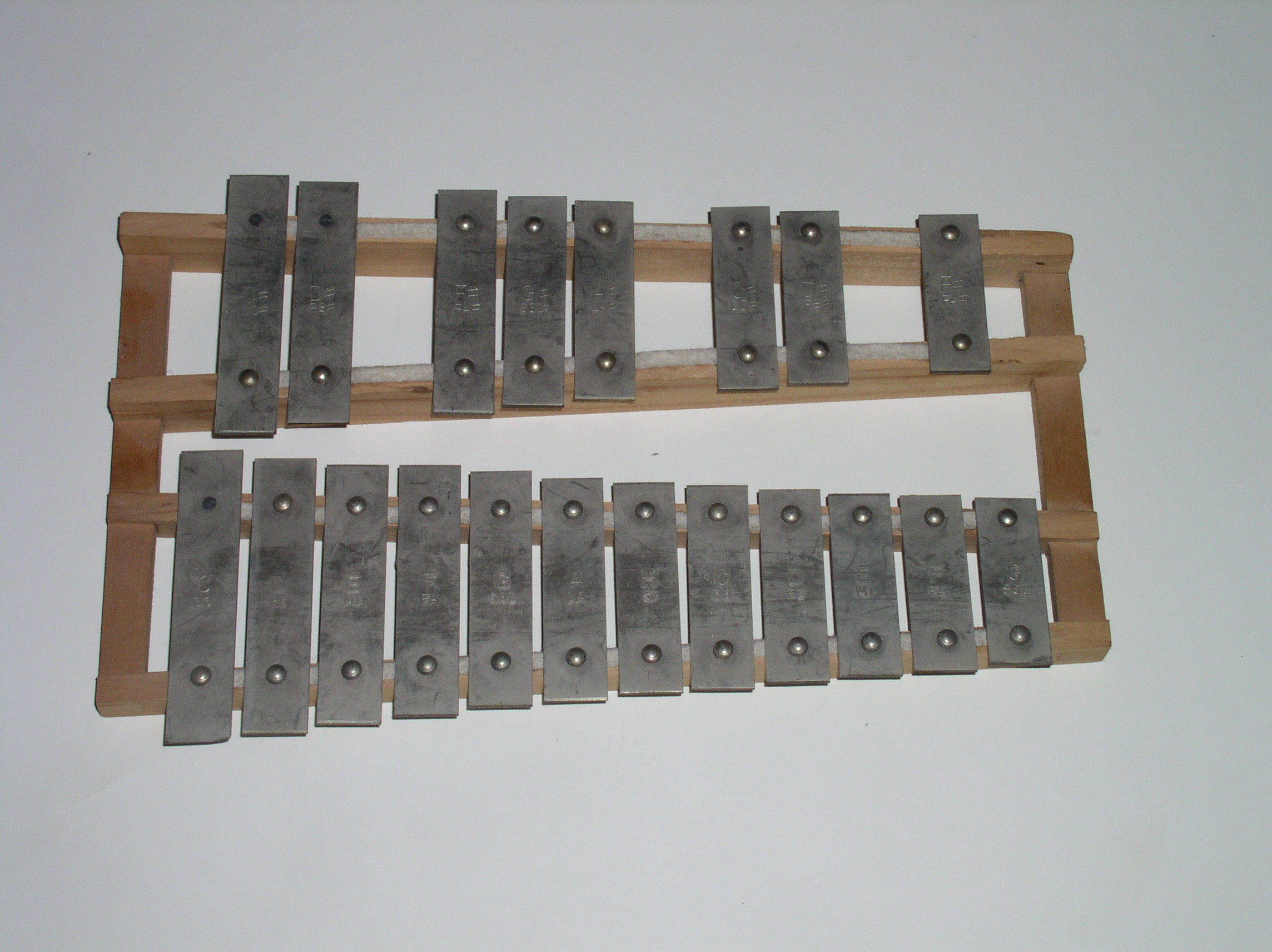
Einfaches Glockenspiel

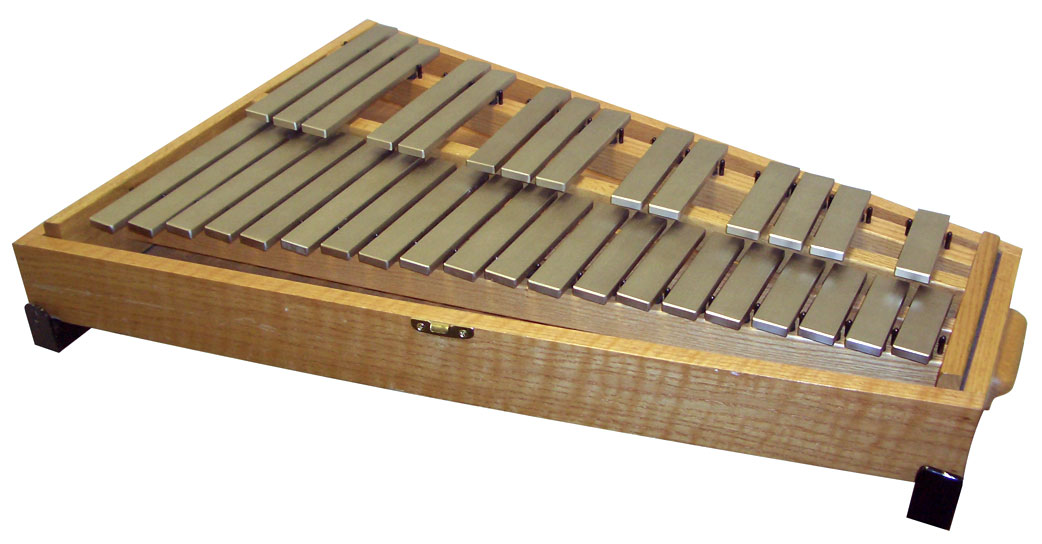
Modernes Glockenspiel mit Gehäuse

Das Glockenspiel ist ein Metallophon mit gestimmten, in einer Reihe oder wie eine Klaviatur angeordneten Metallstäben oder Metallplatten, das in Europa als Orchesterinstrument und Kinderinstrument verwendet wird. Wie für Metallophone üblich, sind die Metallstäbe an den beiden Schwingungsknoten gelagert und werden in der Mitte angeschlagen. Der Anschlag erfolgt mit (zwei) Schlägeln (etwa beim Kastenglockenspiel) oder über Tasten durch eine Klaviermechanik (beim Klaviaturglockenspiel). Das Glockenspiel ist seit dem 17. Jahrhundert in Europa bekannt. Der als Germanismus auch ins Englische eingegangene Name hat nichts mit dem Spiel mehrerer Glocken zu tun, sondern bezieht sich auf seine ursprüngliche Verwendung als Instrument zum Stimmen des Turmglockenspiels.

## Herkunft
Metallophone sind seit dem 1. Jahrtausend in Ost- und Südostasien bekannt. Seit den ersten Jahren des 17. Jahrhunderts war die Niederländische Ostindien-Kompanie im heutigen Indonesien aktiv. Dort dürften die Niederländer unterschiedliche Formen von Metallophonen (etwa gendèr und gangsa) kennengelernt haben. Der niederländische Organist Quirin van Blankenburg (1654 – nach 1739) erwähnt ein „Staafspel“ (Stabspiel) aus Bronze, das er 1676  in der Glockengießerei von Pieter Hemony sah und das dort zum Stimmen der Glockenspiele verwendet wurde. Außerdem diente das kleine Metallophon anfangs als Übungsinstrument für das Turmglockenspiel. Diese Funktion hat das Glockenspiel beibehalten. Wegen der Verwendungsmöglichkeit in geschlossenen Räumen begannen außerdem im 18. Jahrhundert Komponisten, Werke eigens für das Glockenspiel zu schreiben.

## Bauform und Spielweise
Das Glockenspiel ist ein oktavtransponierendes Musikinstrument, denn seine Musik wird zwei Oktaven (seltener auch eine Oktave) tiefer notiert als es klingt, ähnlich den Crotales. Im klassischen Sinfonieorchester zählt das Glockenspiel zu den am höchsten klingenden Instrumenten. Die Stimmung der Glockenspiele lässt sich durch Tausch der Platten verändern.

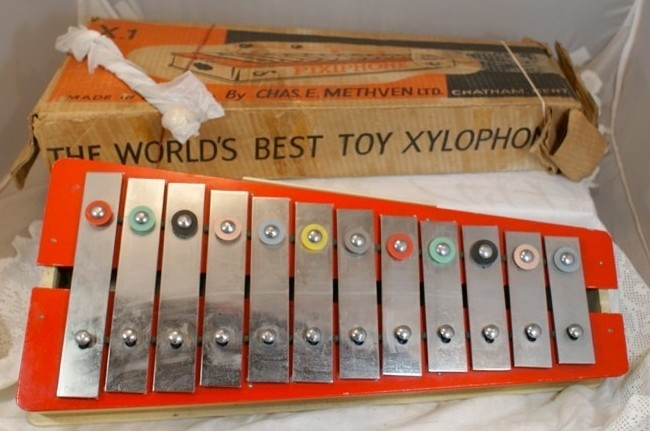
Glockenspiel als Kinderspielzeug, fälschlich als Xylophon bezeichnet

In der musikalischen Früherziehung wird das Instrument für den Unterricht im elementaren Instrumentalspiel verwendet. Auch in Schulen wird es oft als Lehrmittel eingesetzt.
Es existiert auch eine seltener genutzte, spezielle Bauform des Glockenspiels, in Form eines kleinen Tasteninstrumentes nach dem Prinzip der Celesta, das sogenannte Tastenglockenspiel.
Das bei der Marschmusik oder bei Militärkapellen benutzte Glockenspiel wird als Lyra bezeichnet.